# Loubejac
Loubejac là một xã của Pháp, nằm ở tỉnh Dordogne trong vùng Aquitaine của Pháp. Xã này có diện tích 18,55 km2, dân số năm 2006 là 249 người. Xã nằm ở khu vực có độ cao trung bình 250 m trên mực nước biển.

## Hành chính
| Danh sách các xã trưởng                |             |                 |      |          |
| Giai đoạn                              | Giai đoạn   | Tên             | Đảng | Tư cách  |
| tháng 3 năm 2001                       | đương nhiệm | Alain Calmeille | DVG  | nông dân |
| Tất cả các dữ liệu trước đây không rõ. |             |                 |      |          |

## Thông tin nhân khẩu
| Năm    | 1962 | 1968 | 1975 | 1982 | 1990 | 1999 | 2006 |
| ------ | ---- | ---- | ---- | ---- | ---- | ---- | ---- |
| Dân số | 349  | 283  | 280  | 253  | 234  | 233  | 249  |